# Eberhard Kranemann
Eberhard Kranemann (* 7. März 1945 in Wismar) ist ein deutscher Künstler und Musiker. Er gehörte zu den Gründungsmitgliedern der Elektropop-Gruppe Kraftwerk.

## Leben
Eberhard Kranemann wuchs in Dortmund auf, machte dort Ostern 1966 am Max-Planck-Gymnasium das Abitur, erhielt eine Kontrabassausbildung am Konservatorium Dortmund und studierte an der Düsseldorfer Kunstakademie Malerei, Grafik, Kunstgeschichte, Philosophie, Pädagogik mit erstem und zweitem Staatsexamen.
1971 wurde Kranemann auf Vorschlag von Rupprecht Geiger durch Eduard Trier zum Meisterschüler der Staatlichen Kunstakademie Düsseldorf ernannt. Seit 1967 ist er freier Künstler und Musiker. Parallel zu seinen Experimenten mit Farbklängen in der abstrakten Malerei experimentierte er mit Klangfarben in der Musik.
1967 gründete er die experimentelle Musikgruppe Pissoff und war bis 1969 deren Bassist. Kurz danach wurde er Mitglied von Kraftwerk, wo Kranemann 1970–1971 Cello, Hawaiigitarre und Bass spielte. Auch bei der von Kraftwerk-Mitgliedern 1972 gegründeten Gruppe Neu! war Kranemann als Bassist und Hawaiigitarrist dabei.
1973 startete er das Multimediaprojekt „Fritz Müller Rock“ mit Conny Plank. Es folgten zahlreiche CD-Produktionen, Konzerte, Ausstellungen im In- und Ausland, unter anderem Performances und Zusammenarbeit mit Joseph Beuys, A. R. Penck, Faust, Yoichiro Kita, Yukino Nono, Nurse with Wound, Critical Art Ensemble (Documenta Kassel), Paul Amlehn (Sound Art World, Eremitage Museum, St. Petersburg), Philip Glass Ensemble, Kronos Quartet, Brian Eno, David Bowie, Laurie Anderson, John Zorn, Lou Reed.

## Werke, Ausstellungen, Konzerte, Performances, Aktionen
- Winterausstellung Kunstpalast Ehrenhof Düsseldorf, 1967
- Erste Tonaufnahmen mit Florian Schneider-Esleben, Kraftwerk, 1967
- Aktion mit Joseph Beuys und PISSOFF im Creamcheese, Düsseldorf, 1968
- „Experiment 70“ – Kunstmuseum Düsseldorf, 1970
- Mitglied der Elektro-Pop-Band Kraftwerk, 1970–1971[1]
- Fritz Müller Rock – Multimediaprojekt mit Conny Plank, ab 1973
- Klangmaschine, Von-der-Heydt-Museum, Wuppertal, 1982
- Malerei, Grafik, Plastik, Fotografie, Licht – Klang – Performance im Nationalmuseum Wrocław, Polen, 1991
- Stadtmuseum Prag, Tschechien: Malerei, Grafik, Plastik, Fotografie, Klang – Performance, 1991
- Rumänische Nationalgalerie, Bukarest, 1997: Malerei und Klang-Performance
- Nacht der Museen, Düsseldorf: „Wie kommt der Hase zur Kunst?“, 2003
- „72 Stunden Multimediale Kunst“ mit BrindlArt in der Fabrik Elba, Wuppertal, 2008
- „Kunst – Zeit – Raum“ Düsseldorf – Wettbewerbsgewinner 2009
- Kunst Cluster – Fabrik Elba Wuppertal – Farbsegel – Farbauminstallation, 2009
- Faust + Fritz Müller live, BootBooHook Festival Hannover 2009
- Nozart Festival Köln, Klangkunst – Performance, 2010
- Stadtgarten Köln, Konzert mit Nurse With Wound, 2010
- Onomato – Klang – Kunst – Video – Stipendium, Düsseldorf, 2010
- Shanghai, China, Trash Art, Ausstellungsbeteiligung mit BrindlArt, 2011
- Experimentallabor, Galerie Kunstkomplex Wuppertal, 2011
- Contemporary Art Ruhr, Medienkunstmesse Essen Zollverein, 2012
- Documenta Kassel, Critical Art Ensemble, Performance, 2012
- Eremitage Museum, St. Petersburg, Russland, Cyberfest, New Media Festival, Sound Art Works, 2012
- Berlinale Filmfestival Berlin, Video Art, Performance, 2013
- Berlinale Filmfestival Berlin, Video Art, Performance, 2014